# Spooks
Spooks (amerikansk och fransk titel: MI-5) är en brittisk TV-serie som producerades av BBC mellan 2002 och 2011 och spelades in i tio säsonger. Serien handlar om en grupp underrättelseagenter på brittiska MI5 i London. Den fick en kortlivad spinoff år 2008 i serien Spooks: Code 9. Under 2015 kom filmen Spooks: The Greater Good som bygger vidare på seriens handling att ha premiär.
Seriens första säsonger sändes i Sverige i SVT, och sedan i Kanal 9. De första tre säsongerna finns tillgängliga på DVD med svensk text.

## Rollista
- Matthew Macfadyen som Tom Quinn
- David Oyelowo som Danny Hunter
- Keeley Hawes som Zoe Reynolds
- Peter Firth som Harry Pearce
- Rupert Penry-Jones som Adam Carter
- Jenny Agutter som Tessa Phillips
- Hugh Simon som Malcolm Wynn-Jones
- Nicola Walker som Ruth Evershed